# Wspólnota administracyjna Möckmühl
Wspólnota administracyjna Möckmühl – wspólnota administracyjna (niem. Vereinbarte Verwaltungsgemeinschaft) w Niemczech, w kraju związkowym Badenia-Wirtembergia, w rejencji Stuttgart, w regionie Heilbronn-Franken, w powiecie Heilbronn. Siedziba wspólnoty znajduje się w mieście Möckmühl, przewodniczącym jej jest Ulrich Stammer.
Wspólnota administracyjna zrzesza dwa miasta i dwie gminy wiejskie:
- Jagsthausen, 1 551 mieszkańców, 17,67 km²
- Möckmühl, miasto, 8 084 mieszkańców, 49,61 km²
- Roigheim, 1 441 mieszkańców, 14,01 km²
- Widdern, miasto, 1 916 mieszkańców, 25,23 km²